# Diecezja Kurunegali (rzymskokatolicka)
Diecezja Kurunegali – diecezja rzymskokatolicka w Sri Lance, powstała w 1987 z terenu diecezji Chilaw.

## Biskupi diecezjalni
- Anthony Leopold Raymond Peiris (1987-2009)
- Harold Anthony Perera (od 2009)